# 観音寺 (東松島市)
観音寺（かんのんじ）は、宮城県東松島市宮戸門前にある曹洞宗の寺院。三陸三十三観音の第4番霊場である。日本人として初めて世界一周をした太十郎の墓は現在、道路拡張の為に生家直近の室浜から観音寺に移されている。儀兵衛の正式な墓はみつかっていない。

## 沿革

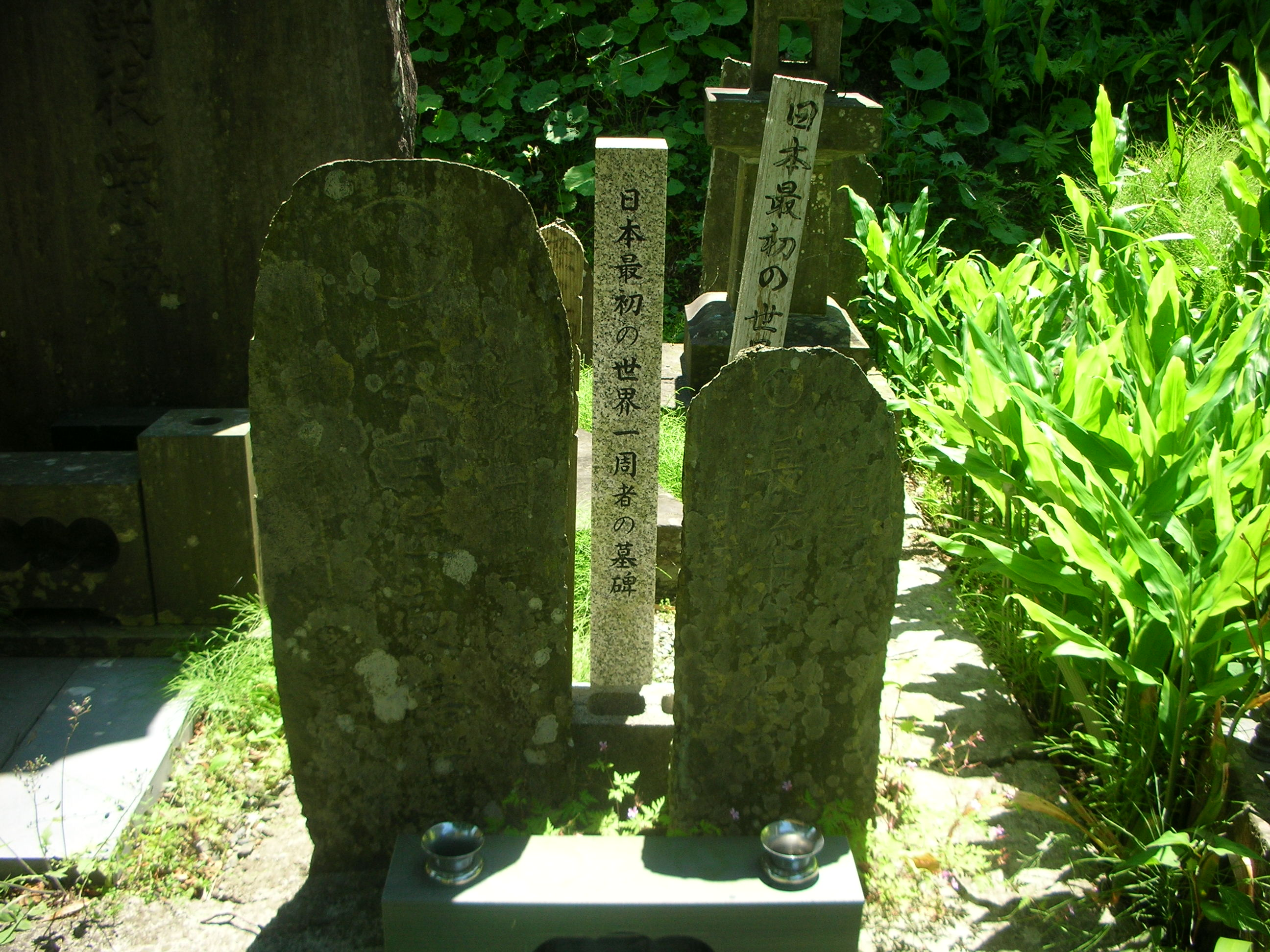
観音寺 太十郎（多十郎）の墓

- 869年（貞観11年）に東北地方太平洋岸で起きた大地震貞観地震をめぐり、島民の間には「両岸から大津波が押し寄せ、島の中央でぶつかった。」という言い伝えが残っており、観音寺近くのぶつかったとされる場所に石碑[1]が建っている[2]。
- 2011年（平成23年）東日本大震災で約1000人の島民は、石碑より高台にある観音寺の隣りの市立宮戸小学校などに一斉に避難した。浜辺の集落の大半をのみこむも石碑の手前でとどまった大津波による犠牲者は、数人にとどまった。